# Округ Сасекс (Њу Џерзи)
Сасекс (енгл. Sussex County) је округ у америчкој савезној држави Њу Џерзи.

## Демографија
По попису из 2010. године број становника је 149.265, што је 5.099 (3,5%) становника више него 2000. године.
| Група             | 2000.           | 2010.           |
| Белци             | 134.624 (93,4%) | 132.484 (88,8%) |
| Афроамериканци    | 1.502 (1,0%)    | 2.677 (1,8%)    |
| Азијати           | 1.738 (1,2%)    | 2.642 (1,8%)    |
| Хиспаноамериканци | 4.822 (3,3%)    | 9.617 (6,4%)    |
| Укупно            | 144.166         | 149.265         |